# Jay Glaser
Pour les articles homonymes, voir Glaser.
Jay Glaser, né le 11 juillet 1953 à Santa Monica, est un skipper américain. 

## Carrière
Jay Glaser participe aux Jeux olympiques de 1984 à Los Angeles et remporte la médaille d'argent avec Randy Smyth dans l'épreuve du Tornado.
Il est marié à Sarah Glaser, elle aussi médaillée olympique en voile.